# Bibi Titi Mohammed
Bibi Titi Mohammed, née en juin 1925 et morte le 5 novembre 2000, est une femme politique tanzanienne. Elle est la première femme ministre de son pays.

## Biographie

### Enfance, éducation et débuts
Bibi Titi Mohammed naît en 1925 à Dar es Salam en Tanzanie dans une famille musulmane. Son père refuse de l'envoyer à l'école de peur qu'elle perde sa foi musulmane. Après la mort de son père, sa mère décide de le faire parce qu'elle est convaincue de l'importance d'une éducation pour une jeune femme.   
Après avoir été condamnée lors d'un procès politique, elle est graciée et part vivre le reste de sa vie à Johannesburg. Le 5 novembre 2000, elle meurt au Net Care Hospital à Johannesburg. Une des principales rue de Dar es Salam porte son nom.   

### Carrière politique
Bibi Titi Mohammed entame sa carrière politique comme chanteuse dans un ngoma (un groupe de danse et de musique) où elle célèbre la naissance du prophète Mohammed pendant le Maulidi. Dans les années 1950, elle commence à s'impliquer dans le mouvement nationaliste en Tanzanie. Amie proche du futur premier président de la Tanzanie Julius Nyerere, alors simple enseignant, elle fonde avec celui-ci l'Union nationale africaine du Tanganyika (Tanganyika African National Union, TANU), le 7 juillet 1954. En 1955, Titi Mohammed devient présidente de l'Umoja wa Wanawake wa Tanzania (UWT), la branche féminine de TANU. Trois mois plus tard, elle facilite l'inscription de plus de 5 000 femmes dans la TANU. Elles jouent un rôle majeur dans la lutte de la Tanzanie pour l'indépendance contre la domination coloniale britannique. Elle fait connaître les idées de l'UWT aux masses et unit les femmes contre le colonialisme en leur donnant une seule voix.     
Le pays devient indépendant en 1961. Elle est la première femme ministre de son pays. Elle contribue à la rédaction de la Constitution en 1964, date à laquelle le pays s'unit avec Zanzibar pour former la Tanzanie. En 1964, elle occupe différents postes ministériels sous la présidence de Julius Nyerere. Elle réserve une place aux femmes dans le gouvernement tanzanien et elle crée la Conférence des femmes africaines.    
En 1965, elle perd son siège parlementaire. En 1967, elle démissionne de son poste au sein du comité central du parti. Elle s'oppose aux idées socialistes de Julius Nyerere et, en octobre 1969, elle et l'ancien ministre Michael Kamaliza (en) sont arrêtés avec quatre officiers de l'armée. Le fait reproché est d'avoir fomenté un coup d'État. Elle est condamnée à la prison à vie, mais en avril 1972, elle est graciée par le président. Abandonnée de tous, dont son mari, elle vit alors isolée. Plus généralement, le rôle politique joué par les femmes dans le pays est peu reconnu. En 1991, lors des célébrations du trentième anniversaire de l'indépendance, elle est célébrée par le parti au pouvoir comme une héroïne de la lutte pour la liberté.

## Vie privée
À quatorze ans, elle épouse un homme plus âgé dont elle divorce après avoir donné naissance à son premier enfant, une fille nommée Halima. Fidèle à ses idéaux, Titi Mohammed n'autorise pas sa fille à se marier avant d'avoir terminé ses études. Titi se marie et divorce deux fois.